# Grisaille
Grisaille emajl je jedna od tehnika slikanja emajlom. Slikamo bijelom bojom na tamno plavoj ili crnoj podlozi, te tako višekratnim ponavljanjem postupka dobivamo reljefne, monokromne figurativne ili ornamentalne motive. Tehnika stvara dramatične efekte svijetla i sjene, te daje efekt trodimenzionalnog reljefa.Tehnika je nastala u Limogesu, u 16. stoljeću. Najznačajniji umjetnici koji su prakticirali ovu tehniku potječu iz porodice Penicaud. Danas se ova tehnika rijetko koristi.

## Vanjske poveznice
http://www.enamellers.org/glossary.html  Arhivirana inačica izvorne stranice od 18. kolovoza 2016. (Wayback Machine)